# Macra
Macra är en ort och kommun i provinsen Cuneo i regionen Piemonte i Italien. Kommunen hade 56 invånare (2018).